# Alan Heim

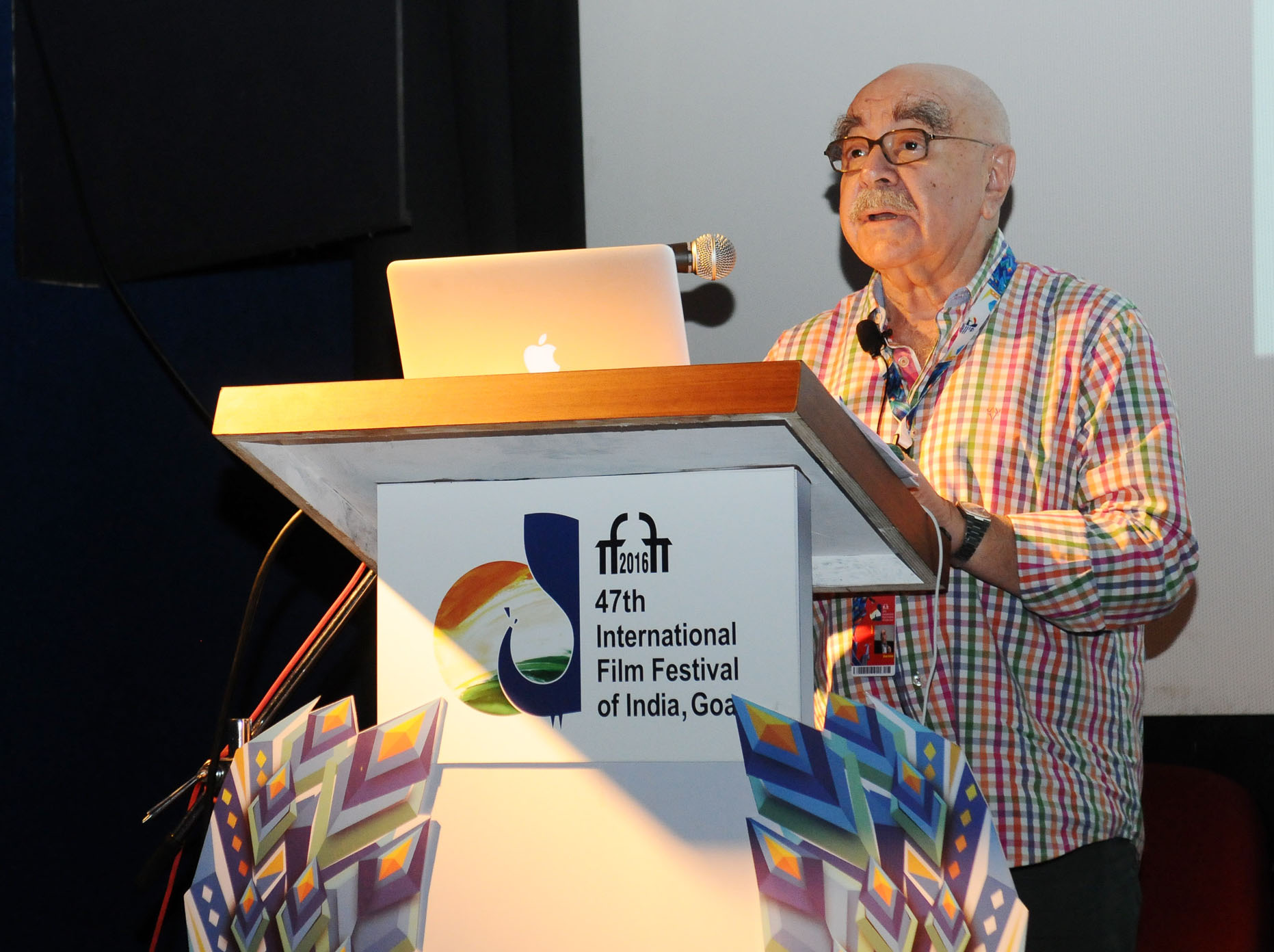
Alan Heim, 2016

Alan Heim (* 21. Mai 1936 in der Bronx, New York City) ist ein US-amerikanischer Filmeditor und Oscarpreisträger.

## Leben
Nachdem Alan Heim zunächst bei Filmen wie Der Pfandleiher und Frühling für Hitler für den Tonschnitt verantwortlich war, konnte er 1968 mit Die Möwe, einem Film von Sidney Lumet, seinen ersten eigenverantwortlichen Filmschnitt durchführen. Es war auch Lumets Network, mit dem Heim erstmals für den Oscar nominiert wurde, bevor er für Fosses Hinter dem Rampenlicht mit dem Besten Schnitt ausgezeichnet wurde.
Alan Heim ist Mitglied der American Cinema Editors, einer Ehrengesellschaft für Filmeditoren, und war von 2006 bis 2008 sowie von 2012 bis 2016 ihr gewählter Präsident. 2020 erhielt er den ACE Career Achievement Award.

## Filmografie
- 1964: Der Pfandleiher (The Pawnbroker) (Tonschnitt)
- 1968: Frühling für Hitler (The Producers) (Tonschnitt)
- 1968: Die Möwe (The Sea Gull)
- 1970: Blutsverwandte (Last of the Mobile Hot Shots)
- 1970: Zwölf Stühle (The twelve Chairs)
- 1971: Doc
- 1973: Godspell
- 1974: Lenny
- 1976: Network
- 1978: Holocaust – Die Geschichte der Familie Weiss (Holocaust)
- 1979: Hair
- 1979: Hinter dem Rampenlicht (All That Jazz)
- 1981: Der ausgeflippte Professor (So Fine)
- 1981: Der Fanatiker (The Fan)
- 1983: Star 80
- 1985: B.I.E.R. (Beer)
- 1986: Mut der Verzweiflung (Nobody's Child)
- 1988: Funny Farm
- 1988: She’s Having a Baby
- 1989: Valmont
- 1990: Ein verrückt genialer Coup (Quick Change)
- 1991: Billy Bathgate
- 1993: Dennis (Dennis the Menace)
- 1995: Copykill (Copycat)
- 1997: Beaver ist los! (Leave It to Beaver)
- 1998: American History X
- 1999: Rising Star (Introducing Dorothy Dandridge)
- 2000: Die Prophezeiung (Bless the Child)
- 2002: Pluto Nash – Im Kampf gegen die Mondmafia (The Adventures of Pluto Nash)
- 2003: Carolina – Auf der Suche nach Mr. Perfect (Carolina)
- 2004: Wie ein einziger Tag (The Notebook)
- 2006: Alpha Dog – Tödliche Freundschaften (Alpha Dog)
- 2007: Mimzy – Meine Freundin aus der Zukunft (The Last Mimzy)
- 2009: Beim Leben meiner Schwester (My Sister’s Keeper)
- 2009: Die exzentrischen Cousinen der First Lady (Grey Gardens)
- 2010: Janie Jones
- 2013: Bless Me, Ultima
- 2013: Gods Behaving Badly
- 2014: Die Schadenfreundinnen (The Other Women)
- 2015: I Saw the Light

## Auszeichnungen & Nominierungen(Auswahl)
Oscar
- 1977: Nominierung für den Besten Schnitt von Network
- 1980: Auszeichnung für den Besten Schnitt von Hinter dem Rampenlicht

British Academy Film Award
- 1978: Nominierung für den Besten Schnitt von Network
- 1981: Auszeichnung für den Besten Schnitt von Hinter dem Rampenlicht